# Sa giông Carpathia
The Carpathian Newt (Lissotriton montandoni) là một loài kỳ giông thuộc họ Salamandridae.
Loài này có ở Cộng hòa Séc, Ba Lan, România, Slovakia, và Ukraina.
Môi trường sống tự nhiên của chúng là rừng ôn đới, sông ngòi, sông có nước theo mùa, đầm nước ngọt, đầm nước ngọt có nước theo mùa, đất canh tác, vùng đồng cỏ, vườn nông thôn, và ao.
Chúng hiện đang bị đe dọa vì mất môi trường sống.

## Hình ảnh

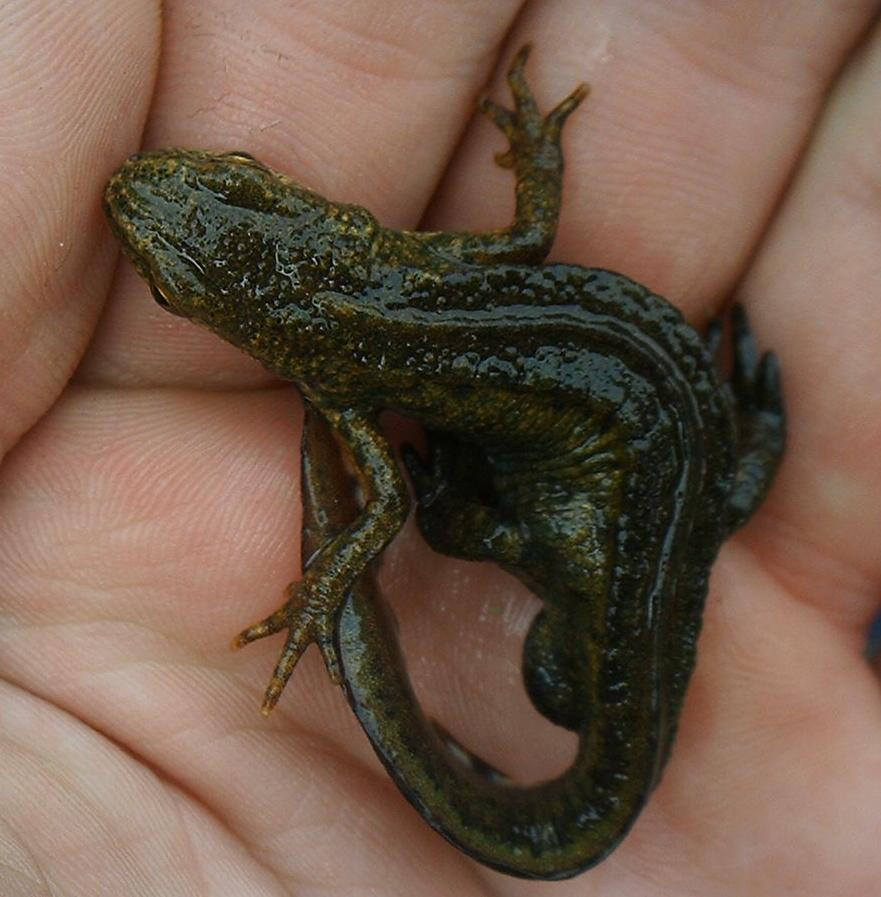
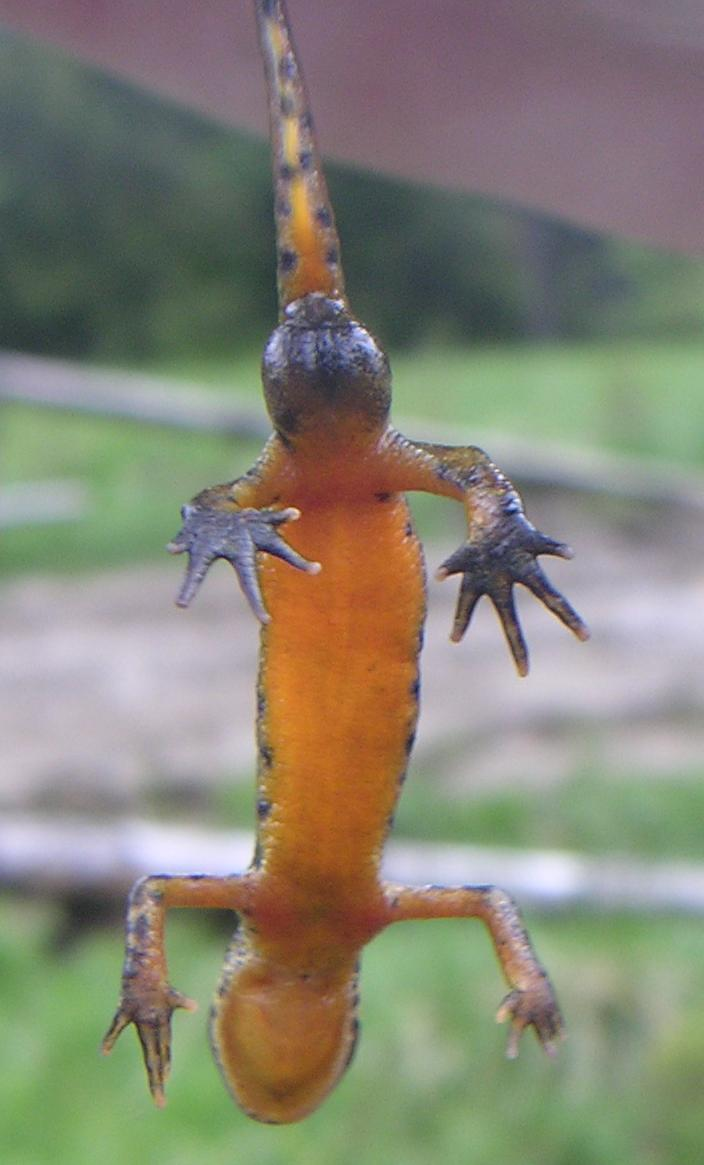
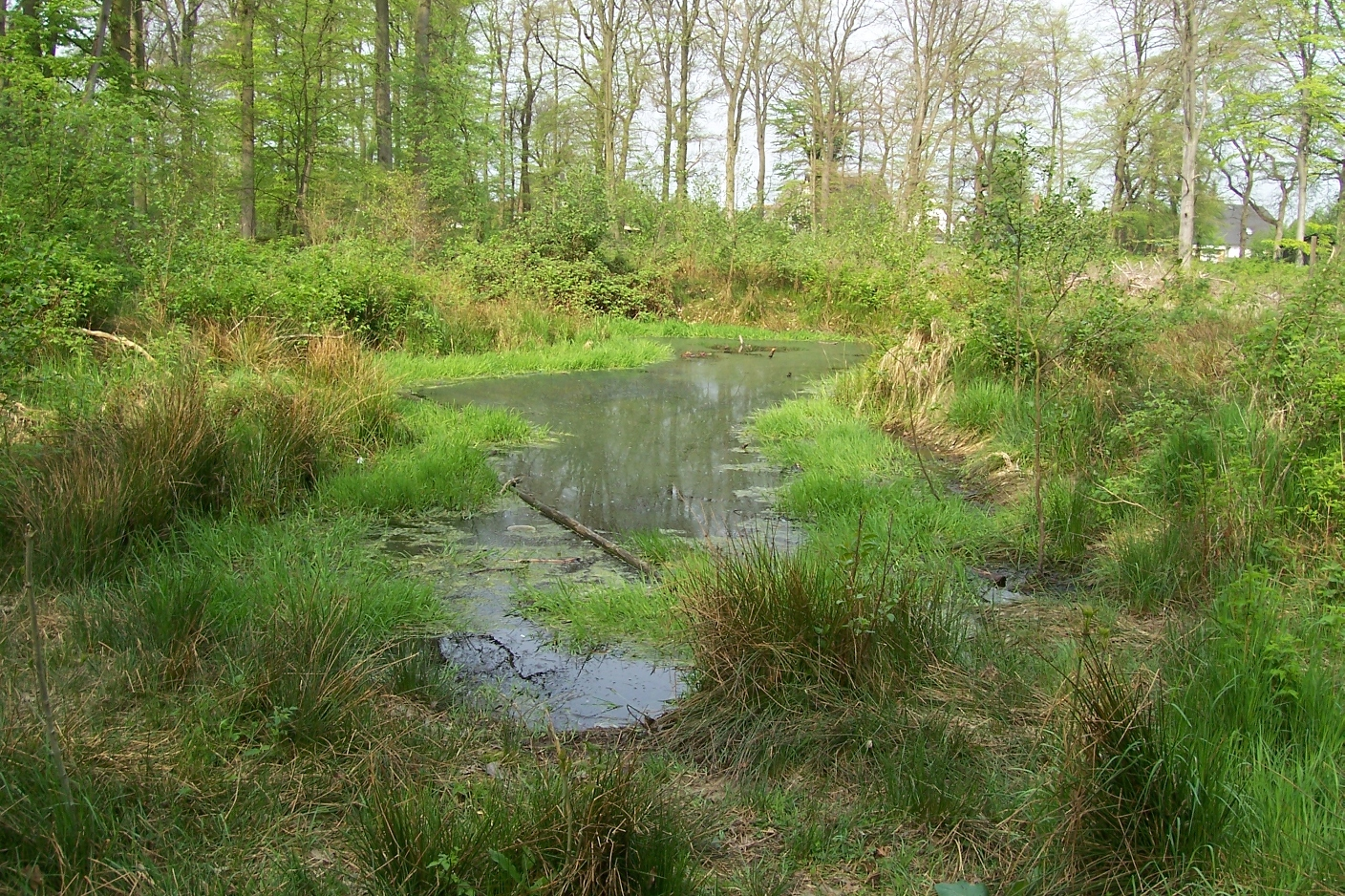